# 1732 Хейке
1732 Хейке (1732 Heike) — астероїд головного поясу, відкритий 9 березня 1943 року.
Тіссеранів параметр щодо Юпітера — 3,212.